# Poecilotheria rufilata
Poecilotheria rufilata is een spinnensoort uit de familie der vogelspinnen. Het is een vrij grote soort: de lengte (inclusief poten) kan tot 20 cm bedragen.
De soort komt in het zuidoosten van India voor in hoogstens vijf gefragmenteerde gebiedjes. De spin leeft in bomen en bouwt een asymmetrisch tunnelweb. De spin kan vrij agressief reageren en heeft een vrij krachtig gif. Dit kan jeuk en een stekende pijn veroorzaken.
De populatietrend is dalend. De soort staat op de Rode Lijst van de IUCN als bedreigd.